# 依地酸鈣鈉
依地酸鈣鈉（Sodium calcium edetate，又名 sodium calcium EDTA，或 edetate calcium disodium）是一种治疗鉛中毒的药物。適用短期和慢性长期铅中毒。若是鉛中毒性腦病，常与二巯基丙醇併用。似乎对四乙基鉛中毒無效。药物通常缓慢地進行靜脈注射或肌肉注射。
常见副作用包括注射部位疼痛。其他副作用包括可能肾脏问题、腹泻、发烧、肌肉疼痛和低血壓。怀孕期使用的益处可能大于风险。它是属于螯合物类药物。它是乙二胺四乙酸盐，含有两个钠原子和一个钙原子。藥物可与多种重金属结合，有助於它们透过尿液排出体外。
依地酸鈣鈉钠于 1953 年在美国取得医疗使用許可。名列世界卫生组织基本药物标准清单，是醫療系統所需的最有效及最安全药物。乙二胺四乙酸二钠是另一种名稱類似但結構不同的藥物，兩者藥效不同。